# ヒルベルト類体
代数的整数論において，数体 K のヒルベルト類体（英: Hilbert class field）E とは，K の最大アーベル不分岐拡大である．その K 上の次数は K の類数に等しく，E の K 上のガロワ群は K の素イデアルに対するフロベニウス元を用いて K のイデアル類群に自然に同型である．
この文脈では，K のヒルベルト類体は（古典的なイデアル論的解釈で）有限素点おいて不分岐であるだけでなく，K の無限素点においても不分岐である．つまり，K のすべての実埋め込みは E の実埋め込み（複素埋め込みではなく）に拡張する．

## 例
- もしK の整数環が一意分解整域であるならば，特にK = Q ならば，K 自身がヒルベルト類体である．
- K = Q(√−15) とする．判別式は −15 である．体 L = Q(√−3, √5) の判別式は 225 = −152 でありしたがっていたるところ K の不分岐拡大でありアーベルである．Minkowski bound（英語版） を用いて，K の類数が 2 であることを示せる．したがってそのヒルベルト類体は L である．K の単項でないイデアルの1つは (2, (1+√−15)/2) であり，L においてこれは主イデアル ((1+√5)/2) になる．
- アルキメデス的素点における分岐をなぜ考慮に入れなければならないかを見るため，Q に 3 の平方根を付け加えて得られる実二次体 K を考える．この体の類数は 1 で判別式は 3 であるが，判別式 9 = 32 の拡大 K(i)/K は K のすべての素イデアルで不分岐であり，K は K のすべての有限素点が不分岐であるような次数が 1 よりも大きい有限アーベル拡大を持つ．これは K のヒルベルト類体が K 自身であることに矛盾しない：K のすべての真の有限アーベル拡大はある座で分岐しなければならず，拡大 K(i)/K においてアルキメデス的座で分岐がある：K の実埋め込みは K(i) の（実ではなく）複素埋め込みに拡張する．
- 虚数乗法の理論により，虚二次体のヒルベルト類体は（Z 加群としての）整数環の生成元における楕円モジュラー関数の値によって生成される．

## 歴史
与えられた数体 K に対する（狭義）ヒルベルト類体の存在は David Hilbert (1902) により予想され，フィリップ・フルトヴェングラーによって証明された．ヒルベルト類体の存在は与えられた体のイデアル類群の構造の研究において貴重な道具である．

## 他の性質
ヒルベルト類体 E は以下も満たす：
- E は K の有限次ガロワ拡大で，[E : K] = hK である，ただし hK は K の類数．
- K のイデアル類群は E の K 上のガロワ群に同型である．
- OK のすべてのイデアルは拡大環 OE の主イデアルである（主イデアル定理（英語版））．
- OK のすべての素イデアル P は OE の hK/f 個の素イデアルの積に分解する，ただし f は OK のイデアル類群における [P] の位数．

実は，E は一，二，四番目の性質を満たす一意的な体である．

## 明示的な構成
K が虚二次体で A が K の整数環によって虚数乗法を持つ楕円曲線のとき，A の j 不変量を K に添加するとヒルベルト類体を得る．

## 一般化
類体論において，（アルキメデス的なものも含んでよい）素イデアルの形式的な積である与えられたモジュラスに関する射類体を研究する．射類体はモジュラスを割る素点の外で不分岐でモジュラスを割る素点である分岐条件を満たす最大アーベル拡大である．するとヒルベルト類体は自明なモジュラス 1 についての射類体である．
狭義類体はすべての無限素点からなるモジュラスについての射類体である．例えば，上の議論は Q(√3, i) が Q(√3) の狭義類体であることを示している．

## イデアル類群への応用
ヒルベルト類体を使うと次のような論法でイデアル類群の性質を調べることができる。まずイデアル類群をヒルベルト類体を使ってガロア群と解釈する。ガロア群の性質を分岐理論などの代数的整数論や体論を使って調べる。調べたことを今度はガロア群をイデアル類群と解釈してイデアル類群の性質に翻訳する。
この論法が使われる例としてフルトヴェングラーの定理の証明を見る。
フルトヴェングラーの定理 𝓁 を素数、k′/k を体拡大でともに 𝓁 ベキ分体に含まれるとする。つまり、ある自然数 n と1の 𝓁n 乗根 ζ𝓁n があって、k と k′ は Q(ζ𝓁n) に含まれているとする。このとき k の類数 h は k′ の類数 h′ を割り切る。

この証明には先の論法で「イデアル類群」「ガロア群」をそれぞれ「類数」「体の拡大次数」に置き換えたより簡単な論法が使われる。具体的には次の通り。まず K
を k
のヒルベルト類体、K′
を
k′
のヒルベルト類体とする。それぞれの拡大次数は
h
と
h′
であるので、類数を体の拡大次数と解釈することができた。次にこの拡大次数を調べる。K
は
k
の不分岐アーベル拡大なので、K
と
k′
の合成体
Kk′
は
k′
上の不分岐アーベル拡大である。よって
Kk′
は
K′
の部分体であるので、拡大次数
[Kk′ : k′]
は
[K′ : k′]
を割り切る。k0 ≔ k′ ∩ K
と置く。k
と
k′
がともに
𝓁 ベキ分体に含まれるという仮定から素数
𝓁
のこれらの体における分岐指数は
Q
上の拡大次数でなければならず、𝓁
の上にある
k
の素イデアルの
k′/k
における分岐指数は
[k0 : k]
である。一方、k0
はヒルベルト類体
K
の部分体なので
k
の不分岐拡大である。よって
[k0 : k] = 1、つまり
k = k0
でなければならない。これから
[Kk′ : k′] = [K : k]
がわかる。[Kk′ : k′]
は
[K′ : k′]
を割り切るので [K : k] もそうである。最後にこれらの拡大次数が類数であったことを思い出すことにより証明は完結する。
岩澤の類数公式の証明もヒルベルト類体を使うとイデアル類群をガロア群と解釈できることを使う。エルブラン・リベットの定理の証明でも、不分岐アーベル拡大、つまりヒルベルト類体の部分体の存在を示すことによって類数の性質を導くという論法が使われる。